# Equazione chimica
Un'equazione chimica descrive una reazione ponendo in genere i reagenti con la loro formula molecolare a sinistra e i prodotti a destra, secondo lo schema:
aA(sf) + bB(sf) → cC(sf) + dD(sf)
dove:
- a, b, c e d sono i coefficienti stechiometrici di ciascuna specie chimica, ossia indicano il numero di molecole  (o moli) di ciascuna specie che partecipa alla reazione;
- A, B, C e D sono le specie coinvolte, scritte con la loro formula molecolare;
- sf indica lo stato di aggregazione in cui si trova la specie chimica, che può essere: solido (s), gassoso (g), liquido (l), disciolto in una generica soluzione (sol), in soluzione acquosa (aq) o adsorbito su una superficie solida (ads).

In alcuni casi il verso della freccia va da destra verso sinistra, per cui i reagenti stanno a destra e i prodotti a sinistra; si parla in questo caso di "reazione inversa", mentre nel caso in cui il verso della freccia sia da sinistra verso destra si parla di "reazione diretta".
Nel caso in cui la freccia sia in entrambe le direzioni, si tratta di una reazione reversibile, cioè che si può ottenere un prodotto che con il processo inverso ridà i reagenti iniziali.

## Bilanciamento di un'equazione chimica

P _{4} O _{10} + 6 H _{2} O → 4 H _{3} PO _{4}
Questa equazione chimica viene bilanciata moltiplicando prima H _{3} PO _{4} per quattro per far corrispondere il numero di atomi di fosforo, quindi moltiplicando H _{2} O per sei per far corrispondere i numeri di atomi di H e O.

Dal postulato fondamentale di Lavoisier, che dice:
nulla si crea, niente si distrugge, tutto si trasforma
deriva necessariamente che la somma delle masse dei reagenti coinvolte in una reazione chimica è uguale alla somma delle masse dei prodotti. In altre parole durante lo svolgimento di una reazione chimica si ha la rottura e la formazione di legami chimici per cui si assiste ad una variazione dell'energia chimica posseduta dal sistema ma il numero di atomi resta uguale.
In definitiva bilanciare una reazione chimica significa:
- bilanciare la massa in modo che sia soddisfatta la legge di Lavoisier;
- bilanciare la carica elettrica (se la reazione è scritta in forma molecolare la carica è automaticamente bilanciata).

### Bilanciamento delle masse
Perché si abbia il bilanciamento delle masse, la somma delle masse dei reagenti deve essere uguale alla somma delle masse dei prodotti. Siccome la materia è costituita da atomi è necessario che il numero degli atomi indicati a sinistra dell'equazione chimica (cioè gli atomi delle specie chimiche reagenti) sia uguale al numero degli atomi indicati a destra (cioè gli atomi delle specie chimiche prodotte).
Il bilanciamento di un'equazione chimica avviene in pratica verificando che i valori dei coefficienti stechiometrici siano tali che il numero di atomi di ciascun elemento che compaiono nel primo membro dell'equazione (cioè a sinistra) sia uguale al numero di atomi di ciascun elemento che compaiono nel secondo membro dell'equazione (cioè a destra). Non è possibile cambiare in alcun modo la natura delle specie chimiche partecipanti alla reazione, ad esempio alterando il numero di atomi di un elemento all'interno di una molecola.

#### Primo esempio
Ad esempio nell'equazione chimica:
{\displaystyle \mathrm {NaOH} +\mathrm {HCl} \longrightarrow \mathrm {NaCl} +\mathrm {H_{2}O} \;}
che rappresenta la reazione tra idrossido di sodio ed acido cloridrico per produrre cloruro di sodio si ha esattamente lo stesso numero di atomi dello stesso tipo sia nella parte sinistra che nella parte destra dell'equazione (sebbene siano combinati in maniera diversa).
In questo caso, essendo questa una reazione tra un acido (HCl) e una base (NaOH), la reazione procede verso la neutralizzazione completa, a meno che uno dei reagenti non sia in eccesso rispetto all'altro; quindi in seguito allo svolgersi della reazione chimica la soluzione rimane acida o basica (a seconda del reagente in eccesso).

#### Secondo esempio
Un altro esempio di equazione chimica in cui non compaiono cariche è il seguente:
KMnO4 + Ca3(PO4)2 → K3PO4 + Ca(MnO4)2
Tale equazione chimica deve essere bilanciata, come si può constatare da alcune evidenti differenze tra le masse dei reagenti e dei prodotti, ad esempio a sinistra il potassio appare una volta mentre a destra tre.
Per bilanciare l'equazione è buona norma iniziare con il bilanciare i metalli, in questo caso il potassio e il calcio:
3KMnO4 + Ca3(PO4)2 → K3PO4 + 3Ca(MnO4)2
Adesso è necessario bilanciare i non metalli, ossia il manganese e il fosforo ma non l'ossigeno (generalmente, a meno che non appaia nella sua forma elementare, l'ossigeno non viene bilanciato per verificare al termine del bilanciamento se la procedura seguita è corretta):
6KMnO4 + Ca3(PO4)2 → 2K3PO4 + 3Ca(MnO4)2
Bilanciando il fosforo è stato necessario cambiare di nuovo il coefficiente del potassio nel primo composto, permettendo quindi il bilanciamento del manganese. L'ossigeno a sua volta è stato bilanciato.

### Bilanciamento delle cariche
Oltre al bilanciamento delle masse, nelle equazioni chimiche deve essere soddisfatto il bilanciamento delle cariche. Le reazioni chimiche infatti possono avvenire anche tra entità molecolari cariche elettricamente, dette ioni.
Un esempio di reazione chimica in cui sono coinvolti ioni è la reazione di autoionizzazione dell'acqua:
{\displaystyle 2H_{2}O\leftrightharpoons H_{3}O^{+}+OH^{-}}
In questo caso si ha una carica positiva sulla specie H3O+ e una carica negativa sulla specie OH-, mentre a primo membro compare una specie neutra (H2O), avente carica nulla. Considerando i coefficienti stechiometrici, il bilancio delle cariche in questo caso può essere scritto come:
2×(0) = (+1) + (-1)
ovvero:
0 = 0
Per cui si ha l'uguaglianza della somma delle cariche che competono ai reagenti rispetto alla somma delle cariche che competono ai prodotti, come deve essere.